# Polanowice (Koejavië-Pommeren)

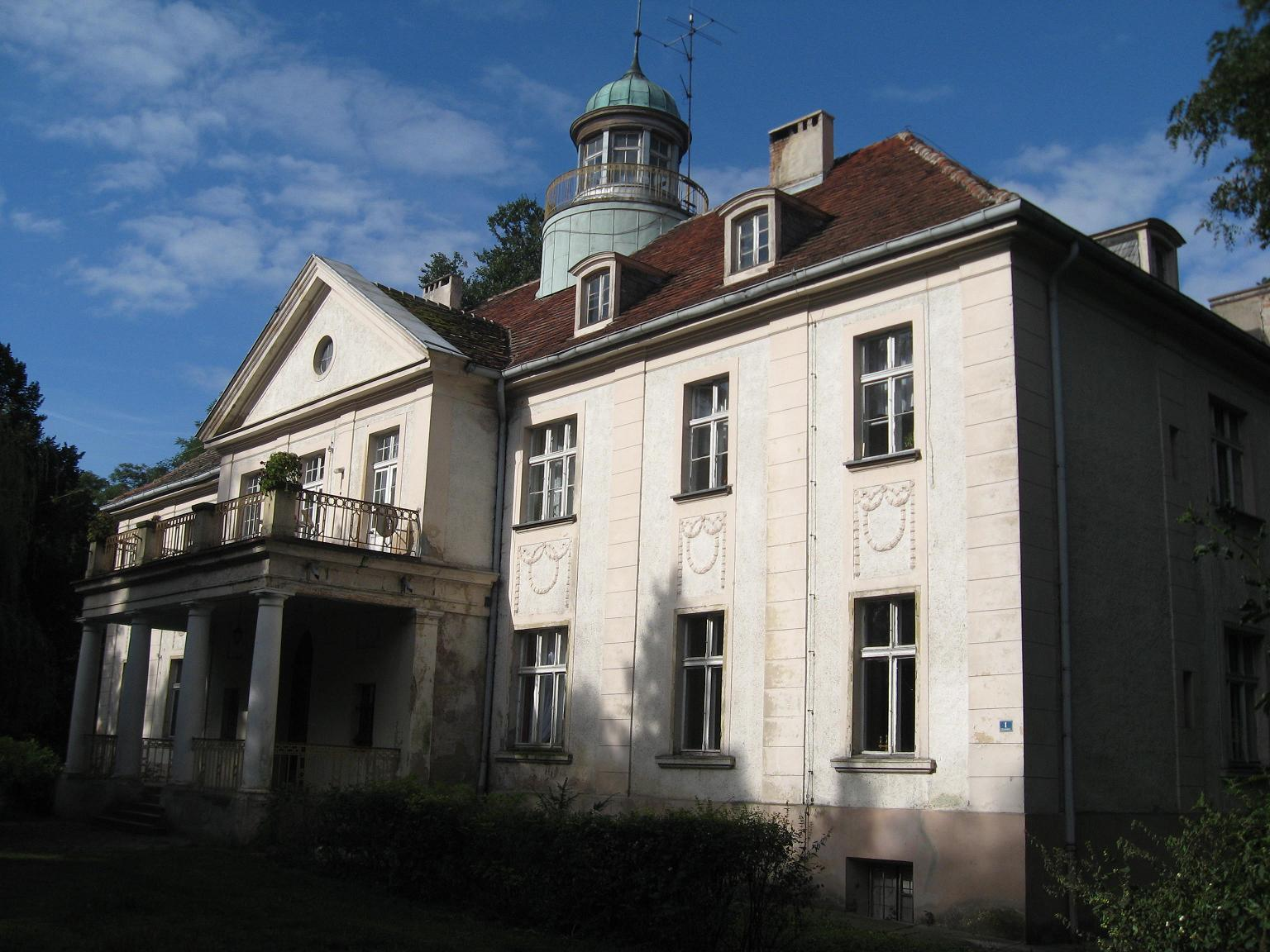
Paleis in Polanowice

Polanowice is een dorp in het Poolse woiwodschap Koejavië-Pommeren, gelegen in de powiat Inowrocławski, gemeente Kruszwica. Er woonden 632 mensen in 2011.

## Sport en recreatie
Door deze plaats loopt de Europese wandelroute E11. De E11 loopt van Den Haag naar het oosten, op dit moment de grens Polen/Litouwen. Ter plaatse komt de route van het westen vanaf Strzelno en vervolgt in oostelijke richting naar Kruszwica.